# 公主闖天關
《公主闖天關》（英語：Star vs. the Forces of Evil）是迪士尼電視動畫製作的美國動畫電視喜劇。該系列第一集於2015年1月18日在迪士尼頻道首映，並於2015年3月30日在迪士尼XD正式首映。
迪士尼高級副總裁及總經理Marc Buhaj宣佈，該節目會由Daron Nefcy製作，是第二個由女性來創建的迪士尼動畫，也是第一部由女性創造的迪士尼XD系列。
2018年，由于迪士尼XD近年收视不佳面临关台的可能，迪士尼正式宣布从第四季开始《公主闖天關》正式改为由迪士尼频道首映，而第四季會為本節目的最後一季。

## 故事

### 第一至二季
外星另一個時空妙尼王國 (Mewni) 上的公主星星蝶舞按照傳統於十四歲生日時繼承家族的傳家寶物「皇家魔法杖」，但由於操控不善造成大混亂，所以被安排來到地球學習。並入住男孩麥戈的家中當留學生。星星蝶舞一邊和麥戈四處冒險一邊學習如何操控皇家魔法杖，同時還要應付欲搶奪魔法杖的惡勢力。

### 第三季
在打败托菲后，星星蝶舞决定留在妙尼王国，去学会如何当一名公主。可此时妙尼王国的前任女王，被称为“怪兽的恋人”的伊克丽莎 蝶舞回到了妙尼城堡。而此时星星在逐渐帮助怪物与妙尼人地位平等的同时，也意外发现了蝶舞家族中虚伪的一面。
第三季結局:在第三季21集星星蝶舞把魔杖還給伊克麗莎，並讓伊克麗莎接管妙尼。同時沒有魔杖的星星蝶舞也學會了用雙手控制魔法。

### 第四季
星星得到雙手控制魔法後，開始進入忸怪獸及妙尼人類的地方，雖然大多數的妙尼人類不同意這個計劃，不過在多一點的認識之下就能適應，尤其是伊克麗莎的丈夫在冰封中釋放出來。後來因月亮的背叛，使得星星得以摧毀魔法，最後地球及妙尼合併，成為一個世界。

## 角色介紹
以下各式名詞的中文化盡量以台版官方翻譯為準。

### 主角
- 星星 蝶舞（Star Butterfly，中文配音：杜素真，英語配音：Eden Sher（英语：Eden Sher），粵語配音：顧詠雪，日語配音：植田佳奈）

曾是妙尼王國的公主，初登場時14歲，金色長髮，戴著惡魔角造型髮箍，兩邊臉頰上有愛心符號 ( 有時會在不同情緒下改變符號 )。個性樂觀開朗富好奇心，喜歡交朋友，最大的興趣是戰鬥與冒險，有時會魯莽衝動而不小心闖禍。以妙尼交換學生的身分在地球定居，很喜歡在地球的生活，但本人還在適應當中。能用皇家魔法杖施展各種魔法，不常鑽研祖傳的咒語書，使用的大多數咒語都是由自己研發，被魔法考核官貝比認為有與過去月蝕蝶舞女王不相上下的驚人天賦，但因為技術不成熟而經常出錯。雖然在校時常闖禍，但跟其他同學交際良好，早期劇情中對同校學生奧斯卡有好感。
《Mewberty》中因為妙春期而不斷長出紫色愛心，對身邊每個男生產生狂熱，最後進入暴走狀態因而全身變成紫色、有了六隻手臂，背部長了類似昆蟲般的翅膀，還可以從手中吐絲，之後因為妙春期時間過了才恢復原狀，翅膀還在不過小了很多，只能在緊急狀況中短距離飛行。於第三季《Toffee》中形態成熟穩定，與妙春期時的不同，變形時全身散發金光、原先的兩對翅膀變為更大的蝴蝶翅膀、惡魔角髮飾大大加長、胸前環繞著一束花式蝴蝶結，蝴蝶結中心有個愛心。雙眼也從原本的愛心型變成閃亮星星形狀，此狀態中的魔力驚為天人，但是只能在短時間內發動。
將麥戈視作她最要好的朋友，兩人常一起四處探險，從第二季的《My New Wand!》開始，星星逐漸對麥戈發展出超越友誼的情感，不過本人卻對此極為壓抑。在用難逃法眼咒語看見約會中的麥戈和潔姬時，更表現出明顯的不安甚至忌妒。《Starcrushed》由於托菲復活，倉促之下被迫與母親回到妙尼避難，臨走前向麥戈正式表白，使得友誼生變。目前已與麥戈恢復朋友關係，跟前男友湯姆復合。
星星同時有一張海灘日的照片，後來發現是由未來的星星製造出來交付過去的她。
在第二季中出現明顯幅度的成長，因為不慎被魯多搶走了咒語書以及導師字彙智者，加上情感上的考驗，開始思考身為公主的意義與職責。《Raid the Cave》明白到自己不能總是依賴字彙智者，手寫了一本屬於自己的咒語書。大長篇《The Battle for Mewni》中幾乎遭托菲奪去性命，透過全新的妙育型態起死回生並擊敗了托菲，自己的魔法杖也再度進化。第三季已結束在地球的修行回到妙尼居住，嘗試認真當個稱職的公主。
在《Monster Bash》一集中意外发现畏纳斯校长(聖奧加的任性公主感化學校的校長)其实是伊克丽莎的女儿，并在《Butterfly Trap》一集中和母亲月亮 蝶舞发现他们自己根本不是蝶舞家族的血统，而正统蝶舞家族继承人却是畏纳斯校长，從伊克麗莎之後的蝶舞家是一個農村女孩的後代。
在《Divide》一集中因为母亲的失踪而成为妙尼王国的女王。
在《Conquer》一集中星星被畏纳斯校长打伤，而之后伊克丽莎用魔法杖將畏纳斯校长退回寶寶時期，魔法杖也还原回伊克丽莎时期的形态。同样在该集结尾中，星星决定将魔法杖交还拥有正统蝶舞家族的人，即伊克丽莎手中。
在《Cornonation》一集起，自伊克麗莎成為妙尼女王後，星星放棄蝶舞家族的人，希望成為普通的青少年，並再次返回地球。
在《Here to Help》一集中，開始愛上了麥戈。最後在《Cleaved》中，地球和妙尼合併後，和麥戈交往。
Daron Nefcy提到星星蝶舞的角色原始設計是來自水手月亮，在早期概念中，星星只是一個對魔法事物著迷卻無超能力的平凡小學生，當Daron Nefcy把此創意呈上給迪士尼後，經過建議將角色年齡改為14歲以更適合青少年觀眾，同時讓她成為真正的魔法少女，Nefcy認為自己跟角色有很多相像之處，並強調道星星經常闖禍的缺陷與活力充沛的性格讓角色更有「現實生活中青少女的味道」。
- 麥戈 迪亞(Marco Ubaldo Diaz，中文配音：何志威，英語配音：Adam McArthur（英语：Adam McArthur），日語配音：興津和幸）

墨裔少年，初登場時14歲，咖啡色頭髮，右眼下方有一顆淚痣。天生體貼溫柔，成績優異，善於烹飪和空手道。做事有點過度謹慎外加小心翼翼，有潔癖的習慣。在學校被冠上＂安全學生＂的綽號，本人不太喜歡這個綽號。自稱因為喜歡紅色和帽T所以有十幾件紅帽T。
在星星蝶舞來到他家暫住前已經有很多留學生暫住過了，所以其家人對於星星蝶舞(以及其他前留學生)非常隨和，將星星視為他最親密的好友，不時關心她且在一旁給予建議，《Face the Music》從詩人魯貝野的表演中得知星星暗戀自己，使兩人關係一度陷入尷尬，直到第三季才恢復友誼。從幼稚園開始暗戀女同學潔姬，一旦與她對話就會變得過度緊張、大量冒汗，《Sleepover》在眾人面前向潔姬表白，其後兩人感情逐漸升溫，於《Bon Bon the Birthday Clown》的約會過後正式成為情侶。
曾男扮女裝為「麥戈公主」與星星在聖奧加感化學校帶領公主們反抗，之後被眾多公主視為偶像，有關他的周邊商品被大量出售，直到被畏納斯校長以毛髮的解釋下被暴露。麥戈有時會定時拿到權利金650美元。(解釋了劇中麥戈為何身上總是有650元的鈔票來化解各種難題)《Running with Scissors》中為了跟女惡魔希卡布打賭勝利，困在異次元16年，練就一身高強武藝還擁有一隻寵物摩托飛龍Nachos，最終完成賭注得到專屬於自己的次元剪，但因為不同次元的時差，回到地球後實際只過了8分鐘而返回14歲的形貌。《The Battle for Mewni》幫助星星擊敗了托菲收復妙尼，其後獲得了睿河贈送的披風表彰嘉行(實際上只是睿河的餐巾)，經歷妙尼危機後變得出現英雄情結，不太能適應平凡生活，跟潔姬分手並前往妙尼王國居住，以公主侍從還有地球交換學生的身分隨著星星繼續冒險。
在《Lava Lake Beach》中，被凱莉的男友泰德點出自己喜歡星星蝶舞，雖然當下極力否認，但最後在看到星星蝶舞與湯姆接吻時也察覺了這份心情。《Deep Dive》中，麥戈為了找尋失蹤的星星蝶舞而拿起她留下的魔杖，並且使用了難逃法眼咒語。發動咒語時臉頰出現了一對月亮符號並發光，魔杖在他手上時會變成綠色惡魔翅膀的模樣，但交還給星星蝶舞時又變回原樣了。
在《Escape from the pie folk》中得到一隻猴子，後發現是芙迪可的猴子，雖然不知為何跟隨麥戈，並隨時捉弄著他。
及後在《Doop-Doop》起再次返回地球，和家人團結之外，還照顧新誔生的妹妹。
最後在《Cleaved》中，地球和妙尼合併後，和星星交往。
Daron Nefcy描述道，早期創意開發中的麥戈為一個對七龍珠以及空手道異常狂熱的小男孩Sol，個性古怪且難以相處，與星星是死對頭關係，直到星星的設計在迪士尼建議下經過修改後，Nefcy意識到角色也需要跟著變化以適合主角星星，Sol改名為Marco，變得更加成熟懂事但還是保有一些特色(比如潔癖)。麥戈有部分角色性格是參考自Nefcy的丈夫Bobby Miller。
- 魯多（Ludo )

詳見#配角

### 配角
- 睿河 強翰森(River Johanson，英語配音：阿蘭·圖代克，日語配音：武田幸史)

原妙尼王國的國王，星星蝶舞的父親。
名符其實的老頑童，愛好冒險與戰鬥，卻極不擅長治國。有時會瞞着妻子去森林打怪獸，星星好動活潑的基因是遺傳自他。
在《The Battle for Mewni》經麥戈的鼓勵後提起重責，領導失去女王的妙尼王國，後來遭到魯多使用漂浮咒(levitato)丟上天空，最後率領著一群老鷹回來，救了同樣被魯多丟上去的兒童合唱團。
- 月亮 蝶舞(Moon Butterfly，中文配音：劉小芸，英語配音：格蕾·德莱尔，日語配音：久川綾)

原妙尼王國的女王，星星蝶舞的母親。個性冷靜而理性，相較於丈夫可靠許多。相當關心星星的成長，不時詢問字彙智者星星的修練情形。
擅長使用多種魔法，能夠以妙育期才有的蝴蝶型態進一步活用魔法。年輕時為了捍衛王國和平，不惜與月蝕蝶舞借用黑魔法，以擊敗托菲。
魔法高級委員會的成員之一。過去飼養過一頭山羊豬Lil Chauncey，不過後來卻戰死。臉頰上的蝶舞家標記為菱形符號。
長篇《The Battle for Mewni》尾聲暗示月亮在過度濫用黑魔法下，雙手已遭月蝕蝶舞的魔力侵蝕。
第三季透露月亮的母親Comet（星星蝶舞外婆，前妙尼女王）是被托菲所殺害。
在《Conquer》中失踪。
在《Escape from the Pie Folk》中回到妙尼時，在沒有回憶下於派工場工作，直至星星唱出[little mewni rabbit]後回憶重回。
- 飛天小馬頭公主(Flying Princess Pony Head, 中文配音：劉小芸，英語配音：珍妮·斯蕾特，日語配音：矢尾幸子)

星星蝶舞在妙尼最好的朋友，顧名思義，外貌是一個僅有頭部漂浮在空中的獨角獸，脖子上有一顆粉紅色愛心。性格桀傲不馴、反叛愛玩，還特別自戀。
初登場時準備被送進聖奧加的任性公主感化學校，因此出走而帶同星星蝶舞和麥戈一起穿越次元，最後被押回時送給星星蝶舞一把穿越次元用的「次元穿梭剪」。之後麥戈和星星透過在感化學校引發暴亂讓她重獲自由。
跟麥戈容易產生不合的狀況，常戲稱他為「地球便便」不過每次還是能和好如初，而且也會嫉妒星星和麥戈之間的友誼關係，她自稱是星星在宇宙中最好的朋友，麥戈只是星星在「地球上」最好的朋友而已。
可以用頭上的角發射攻擊魔法，但在《Skooled!》一集的结尾被畏纳斯校长打断。
在《Bam Ui Pati!》中，因為角被畏納斯校長打斷，所以個性變得很孤僻，也迷上了韓劇，但在本集後面，她經過韓劇給她的啟發，個性恢復正常，覺得就算沒有角，她依然是小馬頭，後來她的前男友海馬(在這集中暫時復合成男女朋友)利用睿鏡通訊的3D列印科技打造了完美的人工獨角給她。但最後她撞飛海馬，把人工獨角交給星星，讓星星幫她把獨角裝回去，之後和海馬說是時候要分手了。
在<The Ponyhead Show>中開展自己的電影節目，惟一開台就受到其他人的負面評價。
- 珍娜(Janna Ordonia，英語配音：Abby Elliott（英语：Abby Elliott）)

回音河中學裡的學生，戴帽子的黑髮古怪女孩。個性機靈、鬼點子多。秘密收藏麥戈的家門鑰匙和大量個人資料。
跟星星關係要好，星星有時會用綽號「Janna Banana」稱呼她，兩人常一起到處闖禍。
- 潔姬 蓮 湯瑪斯(Jackie Lynn Thomas，英語配音：格蕾·德萊勒)

回音河中學裡的學生，開朗陽光的運動型少女。有一頭淡金色波浪短髮，側面還有一綹湖水綠的挑染，臉上有雀斑。愛好滑板運動。
是麥戈的暗戀對象，對麥戈也抱持著好感，於《Bon Bon the Birthday Clown》的約會過後正式成為情侶。《Sophomore Slump》中希望麥戈不要勉強他自己適應地球生活，並向他提出分手。
- 湯姆 盧維特(Thomas "Tom" Draconius Lucitor，中文配音：王辰驊，英語配音：萊德·斯特朗，日語配音：吉野貴大)

來自地獄的惡魔少年，平時看似翩翩有禮，實際上個性易怒暴躁，是星星蝶舞的前男友，過去因為脾氣問題使得星星跟他分手，在《Match Maker》首次出場。早期劇情中帶有反派色彩，無所不用其極追求星星，於第二季後與主角們交好，成為固定要角之一。
《Blood Moon Ball》正式登場，為了請星星參加667年才有一次的血月舞會，表示已改過容易生氣的性格，找了一位心理導師布萊恩，已有53天沒有生氣。但因麥戈打斷這場舞會的進行，讓湯姆再度陷入暴怒朝麥戈出手，情急時被星星蝶舞用魔法杖給冰凍住。
《Mr. Candle Cares》中想要利用學校的生涯輔導暗中操縱星星跟自己複合，但在麥戈對自己曉以大義後，決定放下對星星的偏執並為以前的行為道歉。
《Friendenemies》湯姆為了獲得憤怒管理課程的畢業勳章，假裝和麥戈和好一起去看電影，後來兩人關係有所好轉。《Club Snubbed》在銀鈴舞會上與星星重修舊好，感情有所好轉，目前兩人已恢復情侶關係。
- 奧斯卡 桂森(Oskar Greason，英語配音：喬恩·海德)

回音河中學裡的學生，天性特立獨行。一個人住在車上，有處分記錄，因為留級關係，雖然16歲了但跟主角們讀同個年級。在長長的瀏海遮蓋下有一對閃亮大眼。
他喜歡彈keytar(電子琴與吉他的混合樂器)，其樂聲全校師生都受不了，然而星星不只喜歡這些樂聲，還因而對他有好感。
在《Starcrushed》中，出現在壞孩子的派對
，且剪了新髮型並和星星聊天，但聊天時星星提到為什麼都沒在學校看到他，他說他退學了，為了追求音樂的道路，後來說到她的夥伴麥戈在哪裡，星星回答麥戈和潔姬在交往了，所以沒時間陪她玩，奧斯卡說那我可以當妳的麥戈陪妳玩，後來警察來抓壞孩子們，在解散前奧斯卡說我們一定會有個愉快的暑假，並向星星說要打給我哦。
- 凱莉(Kelly，英語配音：Dana Davis)

飛天小馬頭的好友，剛出場全身被蓬鬆的碧綠色頭髮包圍只露出一對眼睛，真面目是帶著圓框眼鏡的深膚色少女。熱愛哥布林熱狗。
有一個全身也同樣被碧綠色頭髮包圍的矮小男友泰德，平時躲藏在她頭頂上，兩人頻繁性的分手和復合，目前與泰德正式分手，開始跟麥戈一起交往。
- 字彙智者(Glossaryck，英語配音：傑弗里·塔伯，日語配音：橋本雅史→大隈健太)

星星的魔法咒語書的的術語索引，同時也擔任歷代妙尼公主的魔法導師，魔法高級委員會的一員。外型是個身體嬌小的藍色中東式精靈，額頭上裝置紫色水晶，手腳上有六根指頭。個性我行我素，但在處理事情上會用應有的嚴肅面對。十分好吃，特別喜歡布丁。法力無邊，即使是跟他有過節的菱寶鑽也認為他是「全宇宙最厲害的傻瓜」。因為受到咒語書的規定制約，只能保持絕對中立，效忠任何咒語書的持有者，因此也不常參與戰鬥。根據官方公式書，妙尼女王(月亮蝶舞)的其他四位魔法委員全是字彙智者的創造物，但他們卻沒有對身為創造者的自己表示出尊重，令他對委員們心存芥蒂。電視電影《The Battle for Mewni》中因為咒語書遭到托菲焚毀，肉身也灰飛煙滅，《Stranger Danger》中雖然復活但只会说“Globgor!”（实际上他在演戏）。
在《Conquer》一集结尾他告诉星星“Globgor!”其实是伊克丽莎的怪物丈夫的名字，并离开星星而跟随伊克丽莎。
最後在《Cleaved》一集中在世界上消失
- 希卡布(Hekapoo，中文配音：劉小芸，英語配音：柔夏·瑪美德)

魔法高級委員會的一員，異次元女惡魔，為所有次元剪的創造者。穿著黃色連身裙，紅色長髮，頭上有一對角和一團火焰。性格好玩、喜歡惡作劇，被飛天小馬頭稱為「瘋女人」。擅長使用次元剪和分身術戰鬥，魔法來源是頭上的火焰。於《Running with Scissors》跟麥戈下戰書，要他吹熄包括自己與千名分身在內頭上的火焰才贈麥戈一把次元剪，麥戈共花費16年才完成任務(異次元時間流逝速度與地球不同，地球八分鐘是那裡的十六年)。《Starcrushed》中被托菲吸取生命進入氣球狀態(balloonify)，在星星打倒托菲後成功復活。最後在《Cleaved》一集中在世界上消失。
- 菱寶鑽(Rhombulus，英語配音：凱文·麥可·理查森)

魔法高級委員會的一員，擁有人類般的軀體，但頭部卻是一顆水晶，兩隻手臂是蛇且各具自己的意識，兩個乳頭上裝飾著水晶，裏頭關在邪惡雙胞胎約翰與傑克。頭腦簡單，四肢發達，常衝動誤事。能力是利用光束將被擊中物體封印在水晶裏，也能從手臂發射水晶來攻擊，因為能力特性而被許多人戲稱為「暫停人」，負責看守宇宙中罪大惡極的囚犯。和羊角怪居住在一起，不僅照顧他的生活起居也擔任他的翻譯。字彙智者頭上的水晶就是他贈送的，但字彙智者卻從未對此表達感謝，因此跟他關係惡劣。《Starcrushed》中被托菲吸取生命進入氣球狀態(balloonify)，在星星打倒托菲後成功復活。在《Cornonation》中因擅自放出伊克麗莎的丈夫而逮捕。最後在《Cleaved》一集中在世界上消失。
- 羊角怪(Lekmet)

魔法高級委員會的領導，長著一對惡魔翅膀的山羊。不像其他角色會講通用語，只能發出尋常山羊的叫聲，只有菱寶鑽聽得懂他的語言。擅長治癒魔法，在《Starcrushed》裏為了救助被托菲殺死的其他夥伴而耗盡魔力，最後軀體化成塵土只留下頭上的羊角。在大戰後並不像其他委員一樣復活，《Rest in Pudding》證實已經死亡。
- 始源頭號骷髏(Omnitraxus Prime，英語配音：卡爾·韋瑟斯)

魔法高級委員會的一員，是個身體由銀河和星空組成的宇宙巨人，頭部則是頭頂插滿劍刃的骷髏。因為巨大的體型讓他無法出入公共場所，往往只能透過水晶球跟他人交談，或是將形體轉化為漂浮狀態。掌握時空魔法。個性友善，曾在《Mathmagic》幫助被困在時空異常中的星星。《Starcrushed》中被托菲吸取生命進入氣球狀態(balloonify)，在星星打倒托菲後成功復活。最後在《Cleaved》一集中在世界上消失。
- 安吉‧迪亞(Angie Diaz， 中文配音：劉小芸，英語配音：妮雅·瓦達蘿絲)

麥戈的母親，個性善良溫和。在《Marco Jr.》一集中怀了麦戈的妹妹。
- 拉婓爾‧迪亞(Rafael Diaz，英語配音：Artt Butler)

麥戈的父親，個性熱情好客，希望自己在萬聖節能變得嚇人而不是被嘲笑。
- 貝比(Baby，英語配音：梅麗莎·勞奇)

聽命於妙尼女王的魔法考核官，外型為長著一對精靈翅膀的小貓。擁有與可愛外表不相符的認真性格，講話時常帶著口頭禪「非常有趣」。在《Baby》中首次出現，代表妙尼女王審核星星的修練情形。是個十足的大胃王，經常將桌上的餐點瞬間一掃而空。
- 魯貝野(Ruberiot，英語配音：派崔克·史坦普)

妙尼王國的吟遊詩人，渴望獨立創新而不是墨守成規的詩歌，第一次登場為《Face the Music》，協助星星譜寫公主專曲，因為在歌曲中透露字彙智者遭魯多擄走等皇室危機，引起民怨，還順便揭露星星暗戀麥戈的秘密。《The Battle for Mewni》裡與芙迪可跟默劇女孩協助麥戈反抗魯多的統治，卻因為跟夥伴們處處扯麥戈的後腿，而被麥戈留在監牢裡。在《Booth Buddies》中，和個性不合的芙迪可結婚。
- 高禮帽蜘蛛(Spider With a Top Hat，英語配音：Steve Little（英语：Steve Little）)

居住在星星魔杖裡的活咒語，平常擔任其他咒語生物的開心果，嚮往自己有天能像大家一樣被星星召喚出去戰鬥，但因為手無縛雞之力而感到挫折。在一次戰鬥中力量意外覺醒，頭上的高禮帽開始可以變形成威力強大的重型機槍，從此成為星星的王牌咒語。
- 米娜(Mina Loveberry，英語配音：Amy Sedaris（英语：Amy Sedaris）)

妙尼王國的傳奇戰士，性情瘋癲、想法偏激，被星星視為偶像崇拜。有一對長及雙膝的紫色雙馬尾，穿著綠色洋裝，過肘白色手套，腳穿紫色的長靴。擅長戰鬥，具有能將自己變異如怪獸般強壯的能力，也會善用多種魔法。最早於《Starstruck》中登場，認為地球的民主社會是錯誤的自由，曾想靠武力奴役回音河小鎮的居民，最終在星星與眾人的杯葛下不戰而降，返回妙尼王國。《Moon the Undaunted》顯示她曾是月亮女王的宮廷要臣之一。在《Ghost of Butterfly Castle》中有意把伊克麗莎轉為化石。最後在《Cleaved》一集中遷往森林居住。
- 教練(Sensei Brantley，英語配音：	尼克·斯旺森)

麥戈的空手道師父，個性孩子氣且容易受挫，和母親居住在一起，跟麥戈前期一樣只有空手道綠帶。
- 阿福(Ferguson O'durguson，英語配音：內特·托倫斯)

麥戈的好友，身材肥胖，曾差點與精靈女王結婚。
- 艾方索(Alfonzo Dolittle，英語配音：Matt Chapman)

麥戈的好友，戴眼鏡的拉丁裔男生，在《Pixtopia》一集最後與精靈女王結婚。
- 咕魯婗老師(Miss Skullnick，英語配音：Dee Dee Rescher（英语：Dee Dee Rescher）)

回音河中學裡的老太太教師，脾氣很大，不太受學生歡迎。似乎有在情場失意的經驗，所以渴望愛情。在被星星蝶舞變成山怪時曾和魯多手下的牛頭男墮入愛河，但後來分手了，因為她聽不懂牛頭男的語言。
- 魯多（Ludo，英語配音：阿蘭·圖代克)

惡勢力的頭目。外表長的像日本的河童，滿口尖牙，頭上戴著一個像鱷魚加野牛的怪物造型頭盔，誓言要搶走皇家魔法杖並征服全宇宙。平時充滿自大又瘋狂的反派調性，但總是少根筋缺乏計畫性。有時也會露出小孩子般天真無邪的一面，渴望他人關愛。
在第二季《Ludo in the Wild》獲得另一半的魔法杖，並開始在妙尼重新建立自己的勢力。在《Bon Bon the Birthday Clown》搶走了魔法書以及字彙智者。《The Hard Way》讀到了魔法書中的禁忌章節，遭沉睡於魔杖中的托菲控制。《Face the Music》揭示魯多也是出身皇家，在父母出遊時偷走城堡，是家中個子最小的成員，有個非常崇拜自己的弟弟丹尼斯。
大長篇《The Battle for Mewni》中受托菲擺布而焚毀了皇家咒語書、侵略妙尼王國，卻受到托菲拋棄。最後決定將自己再次拋入虛空以探索人生目標。最後在《Cleaved》中跟隨弟弟丹尼斯居住。
- 托菲(Toffee，英語配音：米高·C·賀爾)

第二季大反派，擁有無限再生能力的蜥蜴怪獸，也有著能將魔法事物腐化的力量。個性冷酷無情，足智多謀，經常穿著西裝，首次登場於《Fortune Cookies》。
原是魯多應甄的一位助理，貢獻多種計劃與奇特法器幫助魯多奪取魔杖，但在《在Storm the Castle》說服魯多的手下把魯多趕出城堡，自己變成城堡的主人，並抓了麥戈要脅星星用自毀咒摧毀魔杖，托菲接著在魔杖引發的大爆炸中消失了。《Into the Wand》揭露托菲曾經與妙尼王國為敵並殺害Comet女王，最後被Comet的女兒月亮女王擊敗，同時失去右手的一根手指。《The Hard Way》藉著魯多的肉體重生，《Starcrushed》憑藉魔杖碎片的力量殲滅魔法委員會，餘留月亮逃離，並誓言要從星星手中奪回自己的手指。
長篇《The Battle for Mewni》中成功奪回手指復活，卻被妙育化的星星擊敗，經官方證實已經死亡。
- 爆刺蛙(Buff Frog，英語配音：Fred Tatasciore)

魯多的手下怪獸之一，四肢靈活、性格精明的青蛙怪獸，常扮演探子的角色。因為托菲的誣陷而遭魯多趕出惡勢力，之後與星星並肩作戰奪回被托菲軟禁的麥戈。當魯多想要重新招募他時，他給了魯多一拳作為回應。是個稱職的父親，對兒女相當珍愛，凡事都以謀求子女的最大福利為優先，在《Starsitting》一集中委託星星與麥戈擔任孩子的保母。有寫日記的習慣，但字跡非常潦草，經常不自覺地把內心話大聲說出來，在《Storm the Castle》和《The Battle of Mewni》透露其真實姓名為Youginei Buffgoiapov。
- 畏納斯校長/流星/米蒂奧拉 蝶舞(Miss Heinous/Meteora Butterfly，中文配音：劉小芸，英語配音：杰茜卡·沃尔特)

原為聖奧加的任性公主感化學校的校長，個性苛薄寡恩的中年女子。自從麥戈和星星在學校煽動公主們大規模暴動後，她被迫離開學校，對麥戈懷恨在心。於《Heinous》一集中前往迪亞家向麥戈父母告密，該集最後她褪下偽裝，臉頰上出現蝶舞家才有的標記(畏納斯為梅花符號)，小時候因妙尼國王不希望一個怪物小孩成為下一任皇后因此把她拿去和一位農村女孩的小孩交換，而導致後代其實都不是蝶舞家族真正的繼承人（包括星星蝶舞以及月亮蝶舞），高級魔法委員會的成員們都知道此事，但決定隱瞞到底，從養活自己的機器奶媽的回放錄中發現自己為蝶舞家族，並發誓要奪回妙尼。在《Monster Bash》𥚃證實是月蝕蝶舞和她相戀的怪物的女兒，第三季後期多為怪物型態出場，吸食靈魂而變得更強大，原名是Meteora Butterfly。在《Conquer》一集中被伊克麗莎退回寶寶時期，並被伊克麗莎帶回去找Globgor，過了三百年一家終於團聚。儘管退回寶寶時期，但維持記恨麥戈。
- 月蝕/伊克麗莎 蝶舞(Eclipsa Butterfly，中文配音：陳貞伃 ，英語配音：Esmé Bianco（英语：Esmé Bianco）)

從前的妙尼女王，第三季初期為主要反派，行事亦正亦邪，目的神秘。綽號「怪獸的戀人」，過去從妙尼國王的身邊逃走和怪物私奔相戀而被妙尼王國視為敵人，最終受囚禁於菱寶鑽的水晶中長達三百年。在魔法造詣上天賦異稟，是唯一不依靠字彙智者訓練，完全自學魔法的皇室繼承人，咒語書中有許多危險的黑魔法都是她所研發的，例如難逃法眼。因為月蝕蝶舞離經叛道的作風與高超的魔法本領，劇中許多角色反覆拿她跟星星作比較。臉頰上的蝶舞家標記為黑桃。
於《The Battle for Mewni》正式登場，在短暫解除封印下，曾經跟年輕的月亮簽訂契約將魔法借用給她，幫助她擊敗托菲，交換條件是重獲自由。《Stranger Danger》逃出水晶的束縛，依靠星星的捍衛免於被魔法委員會直接封印，但必須被軟禁在皇家花園內等待審判到來，與星星關係良好，不時給予她生活上的建議。
有著嗜吃甜食的習慣，尤其是巧克力棒。
在《Butterfly Trap》一集中透露由于高级魔法委员会不允许有着怪物血统的蝶舞家族成员出现，故用了一位普通婴儿掉包。
於《Total Eclipsa the Moon》可得知她不會使用魔法，只會使用魔杖施法。
在英配中有英國腔調，而在中配中貌似有些外省腔調。
自《Cornonation》一集起，取代月亮成為妙尼女王。
- 餓鬼賴瑞(Hungry Larry，中文配音：陳進益，英語配音:Billy West（英语：Billy West）)

身材矮小的床單鬼，負責接洽在萬聖節嚇人的工作，進入工作狀態後體型變成原本的數倍大，臉孔變得猙獰兇惡。會不斷分泌出黑色黏液並吃掉任何靠近他的活物，恢復原形的方式是逼賴瑞催吐。星星為了讓迪亞家能成為受歡迎的鬼屋而聘用他，不過事情卻一發不可收拾。
- 獵蛛(Giant Spider)

野生動物，魯多失去軍隊後收編的第一個手下。剛開始與魯多為了爭奪食物而發生多次衝突，直到魯多將其擊敗後以洋芋片利誘他成為自己的助手。
- 獵鷹(Bald Eagle)

野生動物，魯多失去軍隊後收編的第二個手下。被魯多利用獵蛛的蛛絲捕獲後變成他的助手。
- 龍蝦箝(Lobster Claws，英語配音:Brian Posehn（英语：Brian Posehn）)

魯多的手下怪獸之一，外型是一條龍蝦，喜歡吃人，原本是魯多手下裡最沒用的怪獸，直到他短暫搶走魔杖而得到魯多和其他怪獸的尊重。
- 肉叉狗(Meat Fork，英語配音:崔維斯·威靈漢)

魯多重新招募的怪獸，外型像野豬，右手是一根叉子，負責擔任玉米工廠的工頭。喜歡賣弄肌肉，在爆刺蛙的協助下逃脫魯多的控制。
- 布蘭妮‧王(Brittney Wong，英語配音：Minae Noji（英语：Minae Noji）)

回音河中學裡的亞裔千金，她爸爸是學校最大的的贊助人而能夠成為啦啦隊隊長，個性有點臭美，與星星蝶舞有過節。
- 精靈女王(Pixie Empress，英語配音：安娜·坎普)

精靈國女王。性格任意妄為且殘忍。曾想跟麥戈的朋友阿福結婚，但似乎是想吃了他，在對方拒絕時就下令殺他。

### 其他角色
- 史奇夫校長(Principal Edwin Bonner-Skeeves，英語配音：杰夫·班奈特)

回音河中學的校長，好財而勢利，因為星星蝶舞父母用一箱財寶交學費而讓星星蝶舞入學。
- 查理‧布斯 (Charlie Booth，英語配音：Rob Paulsen（英语：Rob Paulsen）)

貝克菲爾鎮的居民，他的家鄉很無聊且默默無聞，認為自己的才能不該被埋沒而假扮成來自不同國家的留學生在不同的家庭寄宿。夢想是成為一名大廚並回到家鄉開一間餐廳。在麥戈家化名為古斯塔(Gustav)自稱來自「斯堪地那維亞」，在另一家庭則化名為法朗索瓦(François)自稱來自「法國」。星星蝶舞一度誤會他要吃掉麥戈全家。
- 傑米‧本邦(Jeremy Birnbaum，英語配音：Joshua Rush（英语：Joshua Rush）)

和麥戈同一道場的富家小孩，在《Monster Arm》想靠作弊贏得麥戈，但後來被揭穿。
- 星星粉絲(StarFan13，英語配音：Daron Nefcy)

星星蝶舞的死忠粉絲，個性異常狂熱，樣貌為戴著紅框眼鏡和牙套的少女，背上穿著一對翅膀，頭頂上戴著形似星星惡魔角髮帶的頭飾。
- 飛天馬頭王(King Pony Head，英語配音：Maurice Lamarche（英语：Maurice Lamarche）)

飛天小馬頭公主的父親。因女兒過於頑劣而把她送往外號公主監獄的聖奧加的任性公主感化學校。
- 時間之父(Father Time，英語配音：Jim Gaffigan（英语：Jim Gaffigan）)

宇宙時間的掌管者，外型是一個身材魁武的老者，藍色皮膚，有著白色長鬍鬚。《Freeze Day》中首次登場，因為厭倦長久以來在時間之輪上奔跑而跑去玩樂，導致全宇宙時間暫停，後來麥戈與星星將時間之輪改造成一台由數頭巨大倉鼠驅動的拉車，才讓他重新燃起對工作的熱情回到崗位上。雖然主管時間，但在管理位階上比掌握時空魔法的始源頭號骷髏還低。
- 戀愛方程式(Love Sentence，英語配音：尼克·拉奇 [僅主唱賈斯汀‧陶斯])

知名五人偶像團體，是星星,麥戈,湯姆,潔姬等人最喜歡的樂團。
- 生日小丑蹦蹦(Bon Bon the Birthday Clown，英語配音：Giancarlo Volpe)

來自回音河小鎮一百年前的小丑，曾在派對表演時意外喪命，發誓會在一百年後會死而復生，不過才剛復活就捲入星星跟魯多的戰鬥，遭黑洞吸走。
- 雲朵(Cloudy，英語配音：Eric Bauza)

星星的坐騎，是一朵可愛的粉紅色雲朵，自第三季魔杖升級後，長出了一對翅膀。
- 普林斯頓(Preston Change-O，英語配音：「怪人奧爾」揚科維奇)

教練為了慶生請來的魔術師，實際上真的會魔法，經常從觀眾身上吸收喜悅能量，被星星看穿手法。
- 米莉閃亮亮(Milly Sparkles，英語配音：Constance Shulman（英语：Constance Shulman）)

搖擺酒吧的老闆娘，因為無法忍受長久以來的狂歡決定關閉酒吧。
- 約翰尼布羅歐(Partying Dolphin Johnny Blowhole，英語配音：Pauly Shore)

星星以前的狂歡夥伴，外型是用兩隻腳走路的海豚。
- 耳機瓊斯(Headphone Jones)

星星以前的狂歡夥伴，為一個有臉孔且會說話的頭罩式耳機，和圍巾史卡莉經常附著在宿主身上行動。
- 圍巾史卡莉(Lady Scarfs-a-Lot)

星星以前的狂歡夥伴，是有著琴鍵圖案的圍巾，講話有英倫腔，和耳機瓊斯經常附著在宿主身上行動。
- 甘多老師(Mr.Candle，英語配音：Dave Allen)

回音河中學的輔導老師，真實身分其實是湯姆派來操弄星星身涯規劃的臥底。
- 卡特里娜(Katrina，英語配音：Kimaya Thais)

爆刺蛙最小的女兒，個性早熟懂事，兩腿較其他兄弟姊妹健壯，是所有子女中唯一會開口說話的，不過爆刺蛙卻不知情。
- 芙迪可(Foolduke，英語配音：Natalie Palamides)

妙尼皇室的弄臣，魯貝野的搭檔，但跟魯貝野個性不合，容易引發爭端。卻在《Booth Buddies》中，和個性不合的魯貝野結婚。
- 默劇女孩(Mime Girl)

妙尼皇室的默劇演員，魯貝野的搭檔，不會說話，喜歡以肢體語言跟人溝通。在《Booth Buddies》中，擔任魯貝野和芙迪可的婚禮主持人。

## 地方場景
- 旧妙尼王國 (Old Mewni)

星星蝶舞的家鄉，充滿中世紀風格的魔法國度，盛產玉米，除了擁用魔法之外，地處的沼澤中央早期原為許多怪獸的棲息地，後來妙尼人到此開墾將他們驅離，讓兩族結下了世仇。在第三季结局中由于被彻底摧毁且星星将皇权重新交给伊克丽莎而灭亡。
- 新妙尼王国（New Mewni）

在第四季中伊克丽莎在其怪兽城堡周围重新建立的妙尼王国。其居民大多为怪兽。
- 回音河(Echo Creek)

故事發生的小鎮，位於加州。在最後一集中跟妙尼合併。
- 回音河中學(Echo Creek Academy)

麥戈和星星蝶舞就讀的學校。
- 聖奧加的任性公主感化學院(St. Olga's Reform School for Wayward Princesses)

專門教育任性公主的感化學院，據說每個進去後出來的公主都會經過天翻地覆的改造，然後都跟本來不同了，對公主們來說是個如同監獄的地方，因此公主們非常害怕被送到這所學校。
- 快來買(Quest Buy)

位於異次元的大賣場，店員都是漫不經心的樹懶，星星跟麥戈曾到此處購買魔杖電池。
- 搖擺酒吧(Bounce Lounge)

異次元夜總會，星星跟小馬頭經常到這裡狂歡。店內的舞池建立在雲朵上，在那之下卻是危險的萬丈深淵以及銳利尖刺。
- 避難所(Sanctuary)

位於妙尼王國某湖底下的神祕寺廟，平時由湖邊擔任守衛的藍色鱷魚看管，需要說出通關密語才會浮出水面。建築外部由黑色岩石跟白色岩石堆砌而成，內部則有多個字彙智者造型的浮雕和一座池塘，池面有三朵蓮花可以幫助治癒受傷的魔法委員，中心有口魔法能量井，能湧出金色液體讓死去的魔法委員恢復生命。避難所似乎跟魔杖以及字彙智者有著神祕的聯繫，隨著魔杖被托菲腐化後，井內的金色液體也會變成黑泥，現已回復原樣。當托菲侵略妙尼時這裡曾被月亮跟星星母女做為暫時的避難處。

## 物品
- 皇家魔法杖(the Wand)

蝶舞皇室代代相傳的強大法器，一直是劇中正反勢力爭奪的目標，現任持有者為月蝕 蝶舞。魔杖能根據持有者改變外型和性質，魔法能量的顏色會隨著使用者情緒發生變化，在星星手中正常狀態下為粉紅色，在負面情緒驅動下則為綠色且會變得不穩定，後來發現原來是托非搞的鬼，當星星處於負面情緒狀態下時，魔法能量會變成綠色，直到被魔杖重新創造時，綠色負面能量才隨著托非的死亡而消失。初期魔杖魔杖動力來源為其內部的迷你獨角獸，透過不斷在履帶上奔跑產生能量，也需要定期替換電池否則會喪失能力。魔杖頭可以轉下來，讓手柄變成鋼筆拿來寫字。在《Storm the Castle》中被托菲用計破壞，之後雖然來了新的迷你獨角獸將其修復，外型更得到了升級，但其中的星形水晶有一半卻不翼而飛。《Spider with a Top Hat》顯示星星從魔杖中召喚出來的生物都有自己的意識和性格，共同居住在魔杖內部生活。《Battle of Mewni》中被托菲腐化至完全喪失功能，直到星星獲得新力量後將其重造。《Conquer》一集中归还伊克丽莎。
| 魔杖型態   | 簡介 |
| ---------- | --- |
| 第一型態   | 魔杖體積嬌小，單手就能握持，杖身為紫色，且兩邊有白色羽毛邊飾鑲嵌。手柄跟杖頭接連處則有一個水藍色小蝴蝶結。圓餅狀的魔杖頭有一個被黃色圓環包圍的深藍色弧面，弧面上面有五個粉紅色小愛心環繞著位於中間的黃色五角星水晶，弧面最下面的底紋是一個被五個三角形包圍的五角形。魔杖頭頂端有個黃色小皇冠。杖尾有一個黃色平底，附加一個藍色心型水晶(同時也是魔杖的電池)。                                                             |
| 第二型態   | 魔杖整體變得較長，上面的白色羽毛邊飾也變得更長而突出，杖身整體顏色從紫色變成粉紫色，且手柄上出現兩道交叉十字的紫色緞帶圖樣。手柄跟杖頭連接處的蝴蝶結則變為金色。魔杖頭的黃色圓環消失，藍色弧面面積變得更大，而顏色轉成淡藍色，底紋的三角形面積變小而五角形面積變大，有一半部分水晶失蹤，呈現置空的灰色。魔杖頭頂一樣是黃色小皇冠。杖尾的平底變成粉紫色，而心型電池水晶則變成金色。                                       |
| 第三型態   | 此型態的魔杖比起前兩者有較大的變化，杖身色調變回紫色，手柄上有深紫色的斜紋，原本的白羽邊飾從鳥翼形式轉為蝶翼形式，兩邊翅膀上半部有紫色的愛心。手柄跟杖頭連接處的蝴蝶結被取代成一個粉紅色愛心。魔杖頭藍色弧面上的五角星水晶回復完整，且水晶中心多了一個小五角星，底紋變成五個小三角形環繞的五角星形。魔杖頭頂的黃色小皇冠消失，變成一對紅色惡魔角。杖尾的粉紫色平底變為黃色，原本底部的金色心型水晶變成粉紅色的菱形水晶。 |
| 月蝕的型態 | 在星星将魔杖归还给伊克丽莎后，魔杖形态还原成了伊克丽莎还在女王时期的形态，即水晶为眼睛样式，黑羽邊飾，整體造型为阳伞样，杖尾为阳伞的手柄部分，菱形電池水晶镶嵌在手柄和杖尾之间。 |

- 魯多的魔杖(Ludo's Wand)

魯多在荒野中找到的另一隻魔杖，由托菲的手骨、石頭和原始魔杖丟失一半的水晶組合而成。相較於星星的魔杖更難操縱且不穩定，實際上為托菲的意志在暗中主控。《Starcrushed》中托菲利用其力量吸收魔法議會眾成員的生命力，讓右手以魔杖為主幹重新再生。
- 魔法咒語書(Magic Instruction Book)

隨著魔杖一起傳承給蝶舞皇家繼承人的重要寶典，內含蝶舞家族的歷史以及包羅萬象的魔法咒語。字彙智者擔任咒語書的指導索引，自己也住在裡面。書中有被封印的禁忌章節，只有字彙智者用鑰匙才能打開，一般生物只要讀了就會受到黑魔法支配，不過對星星蝶舞卻毫無影響。於《Bon Bon the Birthday Clown》中遭魯多搶走。《The Battle For Mewni》長篇裡被魯多焚毀。
- 次元穿梭剪(Dimensional Scissors)

用於不同次元移動的重要工具，使用方法是在任意空間上剪出一個傳送門，不適合當作一般剪刀使用。
- 魔鏡(Magic Mirror)

用途跟視訊電話相似的魔鏡，視訊功能就跟手機一樣只要超過了通訊時數就必須去繳納費用。
- 托菲的手指(Toffee's Finger)

托菲多年前與妙尼女王大戰過後失去的右手手指，於《Into the Wand》出現在魔杖內部，在《The Battle For Mewni》透露是月亮使用黑魔法將托菲的手指轉移至魔杖中，是造成魔杖能量混亂的來源。
- 川莫費迪安水晶(Tramorfidian crystal)

可以用來封印次元穿梭剪的特殊水晶，在其魔力範圍內的次元剪都會無法使用，聖奧加學院的高塔上就裝置了一個

## 法術
- 難逃法眼(All-Seeing Eye)

由月蝕研發的黑魔法，能從魔杖中投射出自己想要看到的事物影像，法力強大者可以穿過時空的阻隔直接接觸影像中的事物。詠唱語為：「聽我召喚，難逃法眼，撕裂夜空，為我揭露隱藏的秘密，禁忌的大門為我而開。」，與星星的其他法術不同，無法說話，以重播以往觀察的畫面與其他法術進行對話。
第四季中星星可以不使用法杖使用。
- 沉浸(Dip Down)

用來強化魔力的特殊心法，可以幫助魔法初學者在不依靠法器的情況下使用魔法，蝶舞家女性進入此狀態後眼睛跟臉頰記號會發出亮光。但字彙智者的布甸能預防該情況出現。
- 漂浮咒(levitato)

初級魔法，用魔力隔空移動物體。
- 獨角鯨爆破(Narwhal Blast)

發射許多獨角鯨衝刺到敵人身上。
- 彩虹衝擊拳(Rainbow Fist Punch)

發射出彩虹拳擊將敵人打飛。
- 獨角獸踩踏(Warnicorn Stampede)

召喚一大群獨角戰馬把敵人踐踏殆盡，可以跳專屬的咒語舞來增強其威力。
- 愛心攻擊(Dagger Crystal Heart Attack)

發射出許多鋒利的心型匕首作來攻擊。
- 小貓培根夏威夷噩夢(Bacon Kitty Hawaiian Nightmare)

發射一束夾雜培根、小貓跟鳳梨的彩虹波束。
- 低語咒(The whispering spell)

明月女王教星星的第一個咒語，能使魔杖自我毀滅的咒語。在爆炸範圍內的生命會被吸入魔杖。在《Storm the Castle》中托菲就是利用低語咒進入魔杖，《Ludo in the Wild》魯多撿到一塊遺失的魔杖碎片由托菲所附身。
- 暗黑咒(Darkest Spell)

月蝕的禁忌咒語之一，年輕時的明月為了打敗托菲而和月蝕簽訂契約所獲得的咒語，用以摧毀永生。詠唱語為：「我呼喚黑暗降於我身，從地與海的最深處，以尚未甦醒的遠古之惡，破壞那無法消滅之物，向極黑之夜獻上我的靈魂、粉碎我的心使煤燃起，以召喚死亡之力，為見我所憎恨之人受吞噬。」。
台灣版本為「遠古闇影聽吾號令，惡魔禁咒附吾身形，穿越海洋與大地，貫穿吾的身體，吾願獻上靈魂予黑夜，撕裂心臟予烈焰，誓願將吾與敵人同時毀滅，直至粉碎。」
- 黑天鵝絨地獄（Black Velvet Inferno）

月蝕的禁忌咒語之一，可以将人困住一个紫色球體中并使其死亡。在《Conquer》一集中月蝕用该咒语將流星蝶舞退回寶寶時期。
- 午夜尖叫（Midnight Shriek）

月蝕的禁忌咒語之一，可以變成一道紫色衝擊波，給予其傷害。在《Conquer》一集中月蝕用该咒语使流星蝶舞受傷。

## 電視集數
每一集都是被分成11分鐘的兩個章節

| 季數 | 集数 | 集数 | 首播日期      | 首播日期      |
| 季數 | 集数 | 集数 | 首映          | 季终          |
| ---- | ---- | ---- | ------------- | ------------- |
| 1    | 13   | 13   | 2015年3月30日 | 2015年9月21日 |
| 2    | 22   | 22   | 2016年7月11日 | 2017年2月27日 |
| 3    | 21   | 21   | 2017年7月15日 | 2018年4月7日  |
| 4    | 21   | 21   | 2019年3月10日 | 2019年5月19日 |

## 外部連結
- 官方网站
- 互联网电影数据库（IMDb）上《公主闖天關》的资料（英文）